# Skara kommun
Skara kommun är en kommun i Västra Götalands län, i före detta Skaraborgs län. Centralort är Skara.
I östra delen av kommunen dominerar platåberget Billingen och ett kameslandskap. I norr övergår landskapet till moränryggar, rullstensåsar och sandfält. Den södra delen består av ett flackt moränområde. Jordbruksnäringen har en större andel sysselsatta i Skara kommun än vad genomsnittet var för resten av Sverige. Vidare hade många av de större företagen i kommunen anknytning till jordbruket.  
Sedan kommunen bildades 1971 fram till 1990-talet ökade folkmängden  långsamt. Därefter har den varit stabil. Efter valen på 2010-talet har kommun styrts av växlande borgerliga partier och blocköverskridande koalitioner.

## Administrativ historik
Kommunens område motsvarar socknarna: Bjärka, Eggby, Händene, Härlunda, Istrum, Marum, Norra Lundby, Norra Ving, Skallmeja, Skånings-Åsaka, Skärv, Stenum, Synnerby, Varnhem, Vinköl, Västra Gerum och Öglunda. I dessa socknar bildades vid kommunreformen 1862 landskommuner med motsvarande namn, dock bildades Norra Ving, Stenum och Skärvs landskommun gemensamt för de tre socknarna och den landskommunen upplöstes 1889 och tre sockenrelaterade landskommuner bildades. I området fanns även Skara stad som 1863 bildade en stadskommun.
Axvalls municipalsamhälle inrättades 24 februari 1899 och upplöstes vid utgången av 1960. 1934 införlivades Skara landskommun i Skara stad.
Vid kommunreformen 1952 bildades storkommunerna Ardala (av de tidigare kommunerna Händene, Härlunda, Marum, Skallmeja, Synnerby, Vinköl och Västra Gerum), Gudhem (av Bolum, Bjurum, Bjärka, Broddetorp, Gudhem, Hornborga, Sätuna, Torbjörntorp, Ugglum och Östra Tunhem) samt Valle (av Eggby, Istrum, Norra Lundby, Norra Ving, Skånings-Åsaka, Skärv, Stenum, Varnhem och Öglunda) medan Skara stad förblev oförändrad.
Skara kommun bildades vid kommunreformen 1971 av Skara stad och Ardala och Valle landskommuner samt en del ur Gudhems landskommun (Bjärka församling).
Kommunen ingick från bildandet till 2009 i Lidköpings domsaga och kommunen ingår sedan 2009 i Skaraborgs domsaga.

## Geografi
Kommunen är belägen  på Västgötaslätten i de norra delarna av landskapet Västergötland och gränsar i sydöst och söder till Falköpings kommun, i sydväst till Vara kommun, i nordväst till Lidköpings kommun, i norr till Götene kommun och i öster till Skövde kommun, alla i före detta Skaraborgs län.

### Topografi och hydrografi

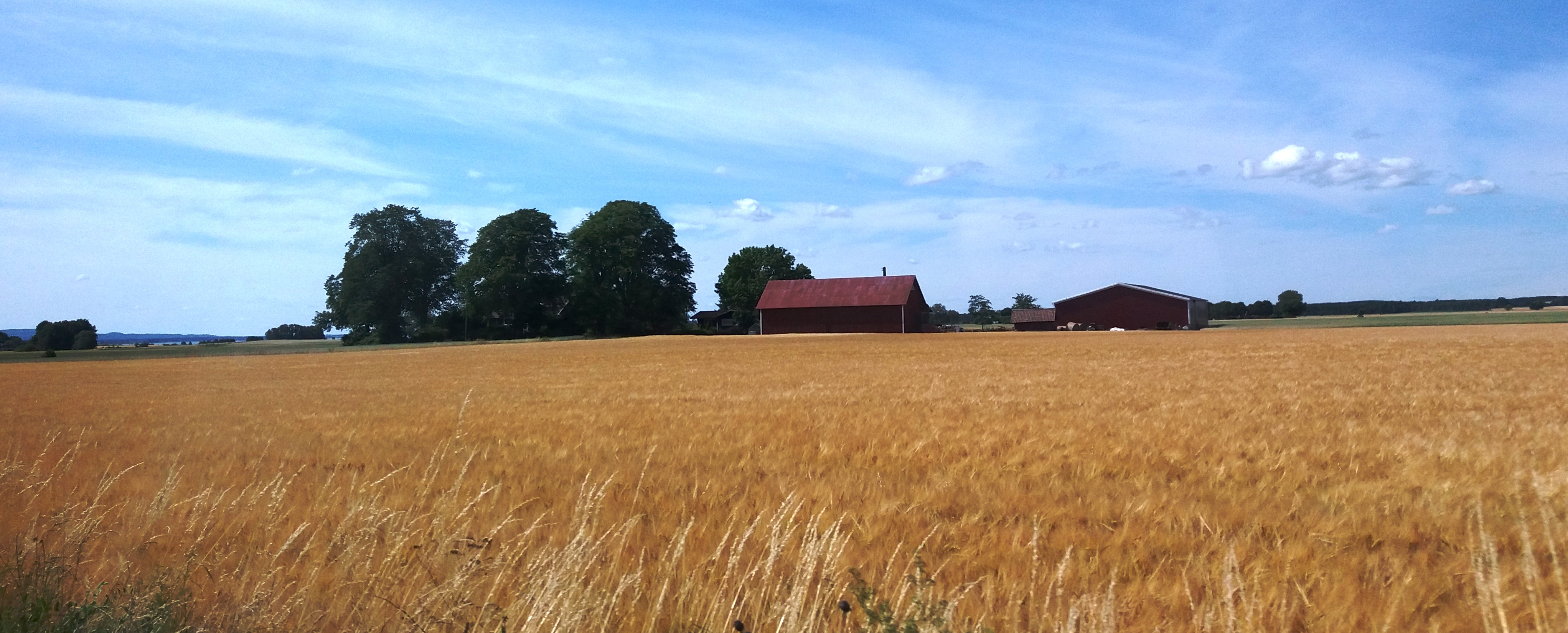
Jordbruksbygd norr om Hornborgasjön.

I östra delen av kommunen dominerar platåberget Billingen och ett kameslandskap med ett nät av åsbildningar och kullar samt en mosaik av åkrar, betesmarker, hagmarker, lövskogar och inslag av barrskog, väster därom. Här finns större sammanhängande åkerområden. I sydöstra delen av kommunen hittas Hornborgasjön, en riksbekant fågelsjö. I norr övergår landskapet till moränryggar, rullstensåsar och sandfält. Den södra delen består av ett flackt moränområde, täckt med barrskog. Den västra delen utgörs av en flack sand- och lerslätt täckt med åkermark och tallskog.
Nedan presenteras andelen av den totala ytan 2020 i kommunen jämfört med riket.
|  | Bebyggelse (6,2 %) |

|  | Skog (46,2 %) |

|  | Öppen myrmark (1,8 %) |

|  | Jordbruksmark (40,0 %) |

|  | Övrig mark (5,8 %) |

|  | Bebyggelse (3,1 %) |

|  | Skog (68,0 %) |

|  | Öppen myrmark (7,2 %) |

|  | Jordbruksmark (7,4 %) |

|  | Övrig mark (14,3 %) |

### Naturskydd

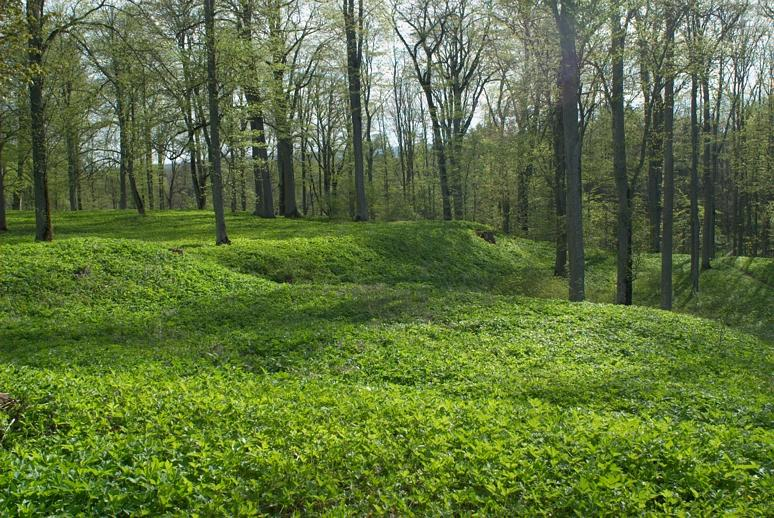
Vy från Höjentorp-Drottningkullen över platsen där i Höjentorps slott en gång stod.

År 2022 fanns 14 naturreservat i Skara kommun. Bland dessa hittas exempelvis Höjentorp-Drottningkullen. Reservatet är ett av flera belägna i Valleområdet och inkluderar  Drottningkullen som sägs ha fått sitt namn efter att drottning Ulrika Eleonora stod på kullen och tittade på när Höjentorps slott brann ner. Ett annat exempel är Eahagen-Öglunda ängar som även detta ligger i Valleområdet. Detta område har använts som  åker, äng eller betesmark under 5000 år vilket gör att arter som brudbröd, gullviva, gökärt och liten blåklocka trivs där.

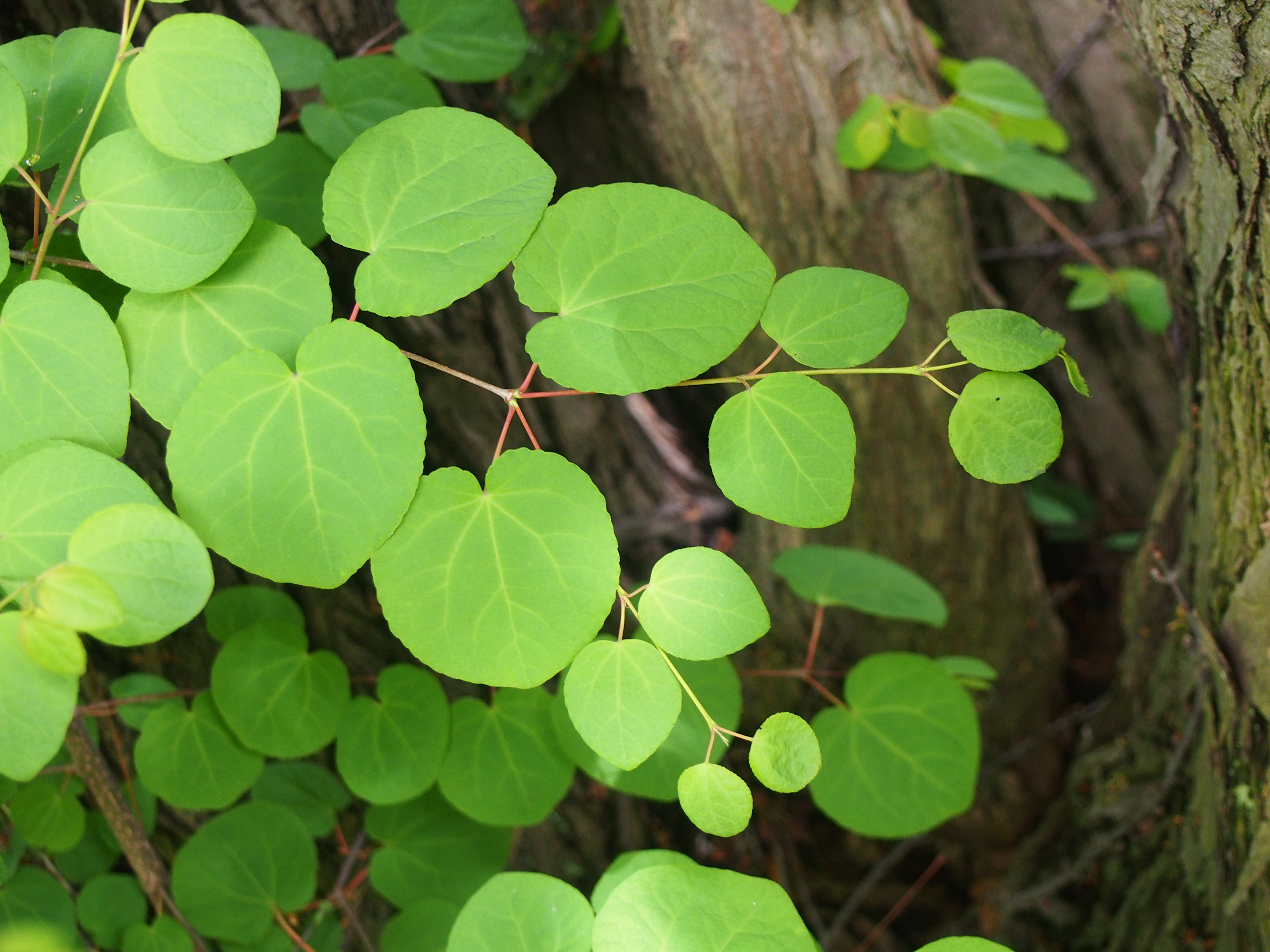
Katsura.

I närheten av Eahagen finns Remningstorps arboretum som anlades på 1930-talet av Hildur och Sven Wingquists stiftelse för skogsvetenskaplig forskning. I Arboretum nr 1 (av totalt fem) hittas arter som ärtcypress, kinesisk sekvoja, japansk magnolia, hiba, silverlönn, katsura, västamerikansk hemlock, japansk valnöt, kamtjatkabjörk, ginkgo, rödbladig sykomor och cryptomeria.

### Administrativ indelning
Fram till 2016 var kommunen för befolkningsrapportering indelad i fem församlingar – Ardala församling, Axvalls församling, Eggby-Öglunda församling, Skara domkyrkoförsamling och Varnhems församling.

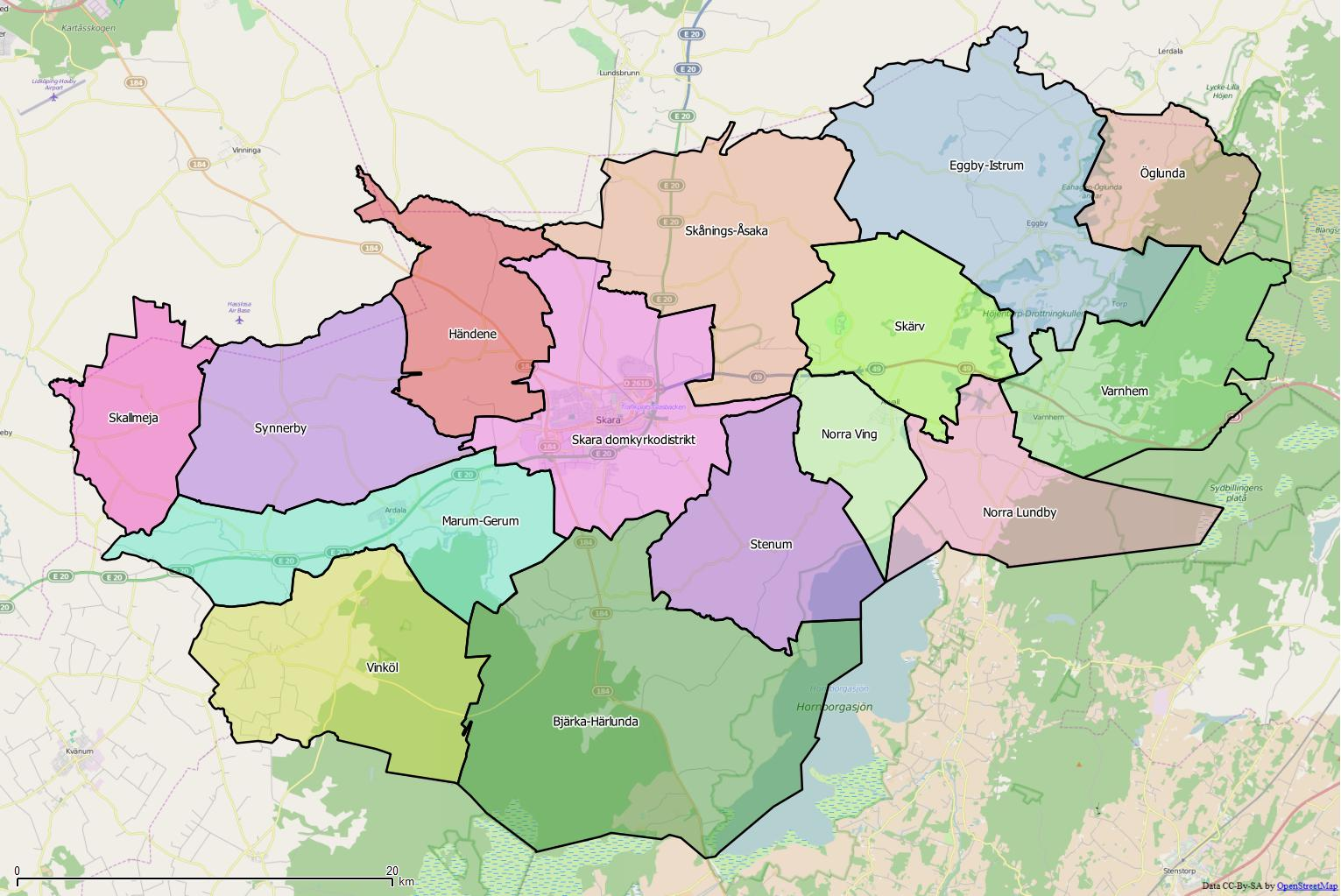
Distrikt inom Skara kommun

Från 2016 indelas kommunen istället i 15 distrikt
| De 15 distrikten i Skara kommun |
| --- |
| - Bjärka-Härlunda - Eggby-Istrum - Händene - Marum-Gerum - Norra Lundby - Norra Ving - Skallmeja - Skara domkyrkodistrikt - Skånings-Åsaka - Skärv - Stenum - Synnerby - Varnhem - Vinköl - Öglunda |

### Tätorter
Totalt bodde 76,3 procent av kommunens invånare i någon av tätorterna 2020, vilket var lägre än genomsnittet för riket där motsvarande siffra var 87,6 procent. Enligt SCB:s tätortsavgränsning 2020 fanns fem tätorter i kommunen:
- Skara med 11 549 invånare
- Axvall med 1 130 invånare
- Ardala med 689 invånare
- Varnhem med 667 invånare
- Eggby med 222 invånare.

## Styre och politik

### Styre
I september 2013 lämnade Folkpartiet den  styrande Alliansen. Detta efter ett att partierna blev oense om investeringar i en ny planerad skola och ett nytt stadshus. De övriga borgerliga partierna fortsatte därefter styra i minoritet till november. Därefter blev det ett maktskifte.
Mandatperioden 2014–2018 styrdes kommunen av en minoritetskoalition bestående av Folkpartiet, Miljöpartiet, Socialdemokraterna och Vänsterpartiet. Kommunalrådet Fredrik Nordström (S) sa efter valet att "Skara ligger dessvärre i topp i någon tabell över "Sveriges  bråkigaste kommuner" men att man hoppades på gott samarbete med andra partier. Efter valet 2018 konstaterade Liberalernas gruppledare att "Vi har gjort mycket i samarbetet med S, men våra väljare tycker inte om det. För mig har det varit naturligt att gå tillbaka där vi hör hemma". Således återuppstod Alliansen i Skara och styr mandatperioden 2018–2022 i minoritet. Koalitionen uppgav att man skulle söka stöd från Miljöpartiet och Socialdemokraterna men att Vänsterpartiet och Sverigedemokraterna utesluts från sådant samarbete.
| År        | Partier | Partier | Partier | Partier | Partier | Partier |
| --------- | ------- | ------- | ------- | ------- | ------- | ------- |
| 1994-1998 | S       | MP      |         |         |         |         |
| 1998-2002 | S       | C       | MP      | V       |         |         |
| 2002-2006 | S       | C       |         |         |         |         |
| 2006-2010 | M       | C       | KD      | FP      |         |         |
| 2010-2014 | M       | C       | KD      | FP      |         |         |
| 2014-2018 | S       | L       | MP      | V       |         |         |
| 2018-2022 | M       | C       | KD      | L       |         |         |
| 2022-     | S       | C       | MP      | V       | KD      | L       |

### Kommunfullmäktige

#### Presidium
| Presidium 2022–2026    | Presidium 2022–2026 | Presidium 2022–2026 |
| ---------------------- | ------------------- | ------------------- |
| Ordförande             | S                   | Jessica Bredenberg  |
| Förste vice ordförande | KD                  | Annelie Holmgren    |
| Andre vice ordförande  | M                   | Sven-Olof Ask       |

#### Mandatfördelning 1970–2022
| 19 | 14 | 8 |  | 7 |

| 39 | 10 |

|  | 19 | 15 | 5 |  | 8 |

| 39 | 10 |

|  | 18 | 15 | 6 |  | 8 |

| 36 | 13 |

| 2 | 16 | 5 | 11 | 5 |  | 9 |

| 33 | 16 |

| 2 | 19 |  |  | 10 | 4 |  | 11 |

| 32 | 17 |

|  | 20 | 2 | 8 | 6 |  | 11 |

| 33 | 16 |

|  | 21 | 4 | 8 | 5 |  | 9 |

| 29 | 20 |

|  | 15 | 3 | 5 | 6 | 4 | 2 | 9 |

| 28 | 17 |

|  | 19 | 4 | 3 | 6 | 3 |  | 8 |

| 26 | 19 |

| 3 | 17 | 3 | 5 | 3 | 3 | 11 |

| 26 | 19 |

| 3 | 17 | 2 | 6 | 5 | 3 | 9 |

| 28 | 17 |

| 2 | 17 | 2 |  | 5 | 3 | 2 | 13 |

| 26 |  | 18 |

| 2 | 16 | 3 | 2 | 4 | 2 | 2 | 14 |

| 28 | 17 |

| 2 | 16 | 2 | 5 | 5 | 2 | 2 | 11 |

| 26 | 19 |

| 3 | 13 | 2 | 7 | 4 |  | 2 | 13 |

| 27 | 18 |

| 3 | 13 |  | 9 | 4 |  | 3 | 11 |

| 27 | 18 |

### Nämnder

#### Kommunstyrelse
Kommunstyrelsen i Skara har 13 ledamöter och två utskott: beredningsutskottet och personalutskottet.

#### Lista över kommunstyrelsens ordförande
| Namn | Namn                  | Från | Till | Politisk tillhörighet |
| ---- | --------------------- | ---- | ---- | --------------------- |
|      | Barbro Hassel         | 2000 | 2006 | Socialdemokraterna    |
|      | Charlotte Nordström   | 2006 | 2014 | Moderaterna           |
|      | Fredrik Nordström     | 2014 | 2018 | Socialdemokraterna    |
|      | Ylva Pettersson       | 2018 | 2022 | Moderaterna           |
|      | Gunilla Druve Jansson | 2022 |      | Centerpartiet         |

#### Övriga nämnder
Förutom kommunstyrelsen har kommunen även ett antal andra nämnder. Dessa är: Barn- och utbildningsnämnden, Krisledningsnämnden, Kultur- och fritidsnämnden, Miljö- och byggnadsnämnden, Omsorgsnämnden, och Valnämnden.
Därtill finns ett flertal kommungemensamma nämnder. Lönenämnden är gemensam för Skara kommun och Götene kommun. Dess förvaltning är lokaliserad i Götene kommun. Även Nämnden för service och teknik är gemensam för dessa två kommuner. Dess förvaltning är lokaliserad till Skara. Nämnden för samhällsskydd mellersta Skaraborg är gemensam för kommunerna  Skara, Götene, Falköping och Tidaholm. Dess förvaltning är lokaliserat till Falköping.

## Ekonomi och infrastruktur

### Näringsliv
Enligt uppgifter från 2022 hade  jordbruksnäringen en större andel sysselsatta i Skara kommun än vad genomsnittet var för resten av Sverige. Vidare hade många av de större företagen i kommunen anknytning till jordbruket. Exempel på sådana företag är HK Scan Sweden AB som är ett slakteri och tillverkar charkuterivaror och äggproducenten  Dava Foods Sweden AB. En del av Sveriges lantbruksuniversitet, Veterinärinrättningen, hittas i kommunen liksom Skara sommarland och Axevalla travbana.

### Infrastruktur

#### Transporter

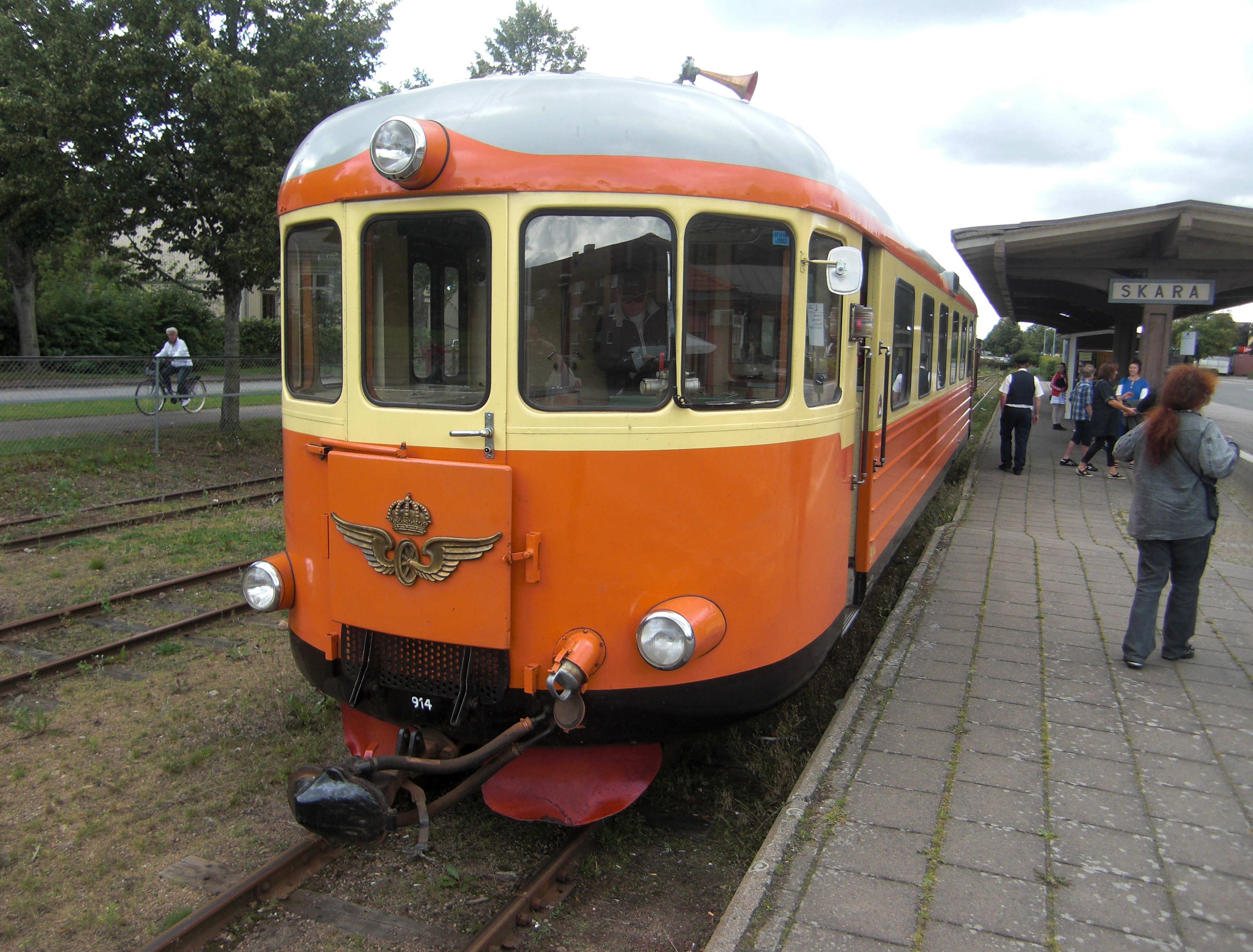
Motorvagn YB 914 vid perrongen på Skara station på Skara-Lundsbrunns museijärnväg, 2009.

E20 mellan Göteborg och Stockholm passerar förbi Skara. Även riksväg 49 går genom Skara på sin väg från Lidköping mot Skövde och sedan vidare till Karlsborg och Askersund. Länsväg 184 börjar Skara och skapar en förbindelse till Falköping.
För ett antal decennier sedan var Skara en huvudpunkt längs den smalspåriga Västgötajärnvägen, som utgick från Göteborg, för att sedan passera bland annat Gråbo, Sollebrunn, Nossebro, Vara, Skara, Götene och sedan upp till Forshem vid Kinnekullebanan. Sträckan mellan Skara och Lundsbrunn är i dag bevarad som museijärnväg. I dag är istället det pampiga stationshuset ombyggt till busstation men det finns fortfarande kvar perrongtak m.m. som minner om att Skara en gång var en stor järnvägsknutpunkt.

## Befolkning

### Befolkningsutveckling
Kommunen har 18 707 invånare (31 december 2024), vilket placerar den på 128:e plats avseende folkmängd bland Sveriges kommuner.
| Befolkningsutvecklingen i Skara kommun 1970–2020 | Befolkningsutvecklingen i Skara kommun 1970–2020 | Befolkningsutvecklingen i Skara kommun 1970–2020 | Befolkningsutvecklingen i Skara kommun 1970–2020 | Befolkningsutvecklingen i Skara kommun 1970–2020 |
| ------------------------------------------------ | ------------------------------------------------ | ------------------------------------------------ | ------------------------------------------------ | ------------------------------------------------ |
|                                                  |                                                  |                                                  |                                                  |                                                  |
| År                                               |                                                  |                                                  | Folkmängd                                        |                                                  |
| 1970                                             | 1970                                             |                                                  | 16 899                                           |                                                  |
| 1975                                             | 1975                                             |                                                  | 17 321                                           |                                                  |
| 1980                                             | 1980                                             |                                                  | 17 868                                           |                                                  |
| 1985                                             | 1985                                             |                                                  | 18 023                                           |                                                  |
| 1990                                             | 1990                                             |                                                  | 18 689                                           |                                                  |
| 1995                                             | 1995                                             |                                                  | 18 845                                           |                                                  |
| 2000                                             | 2000                                             |                                                  | 18 305                                           |                                                  |
| 2005                                             | 2005                                             |                                                  | 18 578                                           |                                                  |
| 2010                                             | 2010                                             |                                                  | 18 314                                           |                                                  |
| 2015                                             | 2015                                             |                                                  | 18 711                                           |                                                  |
| 2020                                             | 2020                                             |                                                  | 18 695                                           |                                                  |

## Kultur

### Museum
År 2022 fanns 12 museer i kommunen. Bland dessa hittas exempelvis länsmuseet Västergötlands museum. Bredvid länsmuseet finns friluftsmuseet Fornbyn som inkluderar ett 30-tal byggnader från 1800-talet. Ett annat museum är Veterinärmuseet som visar veterinäryrkets utveckling under 250 år. Museet är beläget i samma byggnad som Sveriges första veterinärskola. Andra museer är Vanhems klosterkyrka, Kata gård och Garnisonsmuseet.

### Kulturarv

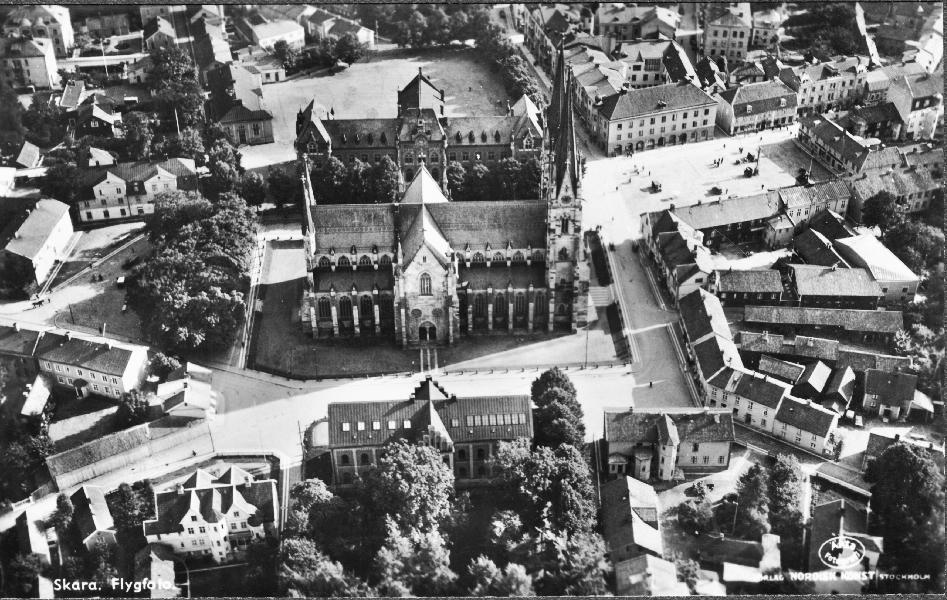
Skara domkyrka och dess omgivning från norr, 1938.

Skara stift är Sveriges äldsta stift och det området som först kristnades. Skara domkyrka är Sveriges äldsta domkyrka och stiftets hemkyrka. Längs vägen Kulturväg Skaraborg passeras bland annat Varnhems klosterkyrka och Kata gård. I naturreservatet Eahagen-Öglunda ängar finns spår efter de människor som brukat marken under 5000 år. Exempel är äldre odlingsrösen, husgrunder, åkerterrasser samt gravar från järnåldern och framåt.
År 2022 fanns det tio byggnadsminnen i kommunen. Bland dessa kan nämnas Brunsbo biskopsgård, Dagsnäs slott, Skara brandmuseum och Torps ryttmästareboställe.

### Kommunvapen
Blasonering: I fält av silver en röd spåntäckt romansk kyrka med absid och två med kors krönta spetsiga huvar försedda med torn, det högra högst, samt med portar och fönster av silver.
Detta vapen kunde fastställas av Kungl Maj:t för Skara stad först 1963 efter årtionden av diskussioner. Sedan 1600-talet hade staden nämligen fört olika versioner av stadens domkyrkobyggnad som vapen. 1963 bestämdes att stadens sigill från 1200-talet, som avbildade en romansk kyrka, skulle vara stadens vapen. Efter kommunbildningen registrerades det i PRV 1974. Inga andra vapenförande enheter ingick i den nya kommunen.

### Sport

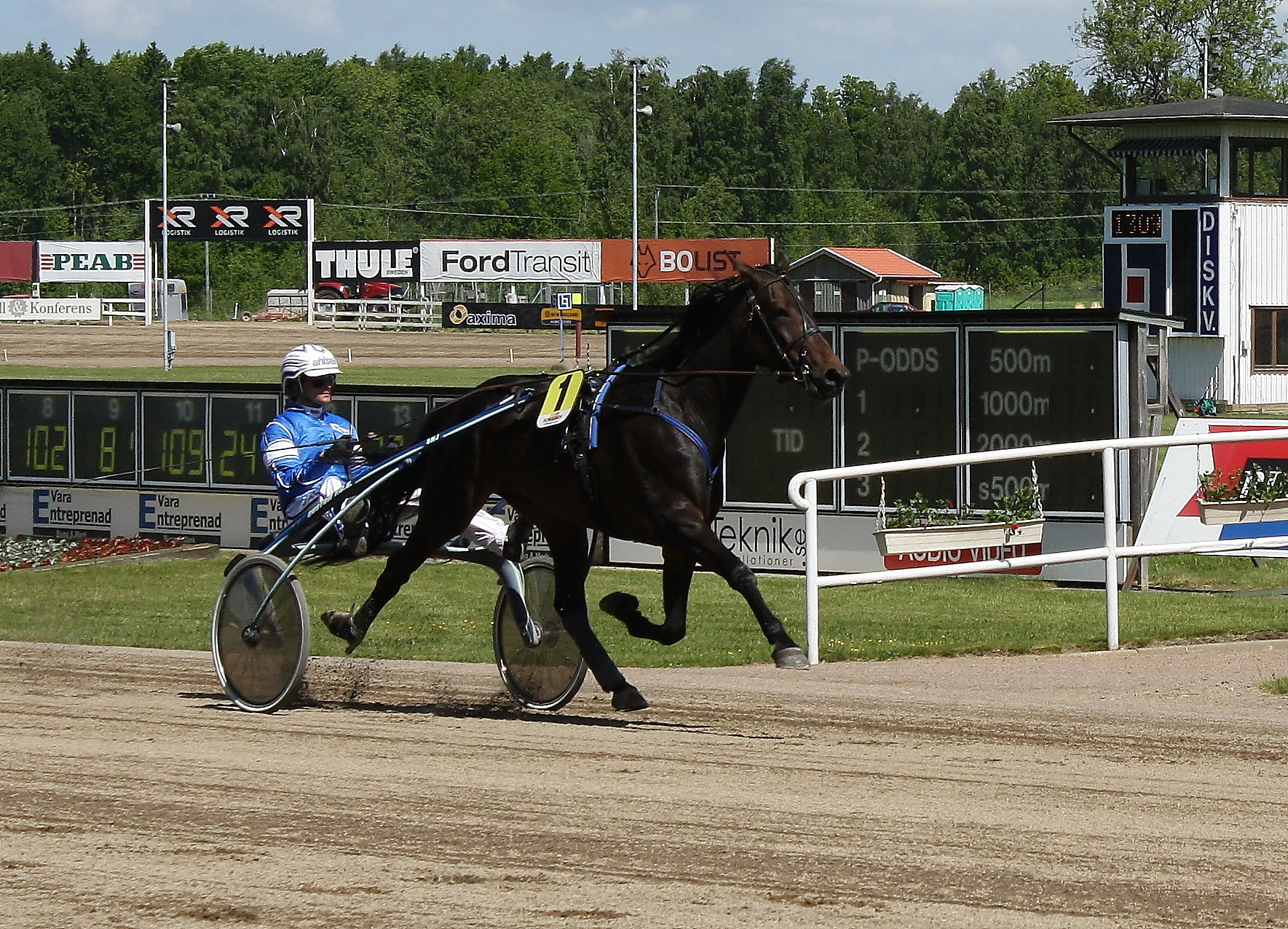
Trav på Axevalla travbana 2010.

Kommunen beskrev 2022 att det finns ett mycket aktivt föreningsliv i kommunen, vilket utgjordes av 140 föreningar. Skara idrottshall är kommunens arena med plats för 1 100 personer.
År 1956 invigde Västergötlands Travsällskap Axevalla travbana. Sedan 1969 avgår årligen det största klassiska loppet för de fyraåriga svenskfödda stona, Stochampionatet, på den banan.